# Корсари Умбару
Корсари Умбару — у легендаріумі Дж. Р. Р. Толкіна одні з найзапекліших ворогів Ґондору, що зосередились у старовинному нуменорському місті Умбар на кордоні з Гарадом. 
Населення Умбара складали нащадки нуменорців, що стали на бік зла (чорні нуменорці), гарадрими та нащадки заколотників, що у 1432 р. Третьої Епохи виступили на боці Кастаміра-Узурпатора. 
Протягом 561 року умбарські пірати становили чи не найбільшу загрозу для південних провінцій Ґондору. У боях з умбарськими піратами загинули  королі Альдамір, Мінарділ, намісник Ектеліон І, князі Дол-Амроту та сини короля Рогану Фолквіна Фолкред і Фастред.
Останній напад на землі Ґондору був здійснений навесні 3019 р., коли корсари захопили Пеларґір, однак були розбиті армією мертвих, яку привів Араґорн.